# Sydbanen
Sydbanen är en järnväg i Danmark, mellan Köpenhamn och Rødby Færge samt Gedser. Sträckan mellan Köpenhamn och Ringsted delas med Vestbanen. Sydbanen är räknat i antal passagerare den femte största i Danmark, efter Nordvestbanen. Den mest trafikerade stationen (förutom på den bandel som delas med andra järnvägssträckningar) är Næstved med omkring 9000 dagliga resenärer. På banan gick till och med december 2019 tåg mellan Köpenhamn och Hamburg, via färjelinjen Rødby–Puttgarden.
För att öka kapaciteten mellan Köpenhamn och Ringsted beslutade ledande politiska partier i oktober 2009 om en ny järnväg mellan Valby/Vigerslev i Köpenhamn längs motorvägen E20 till Køge och Ringsted. Köpenhamn–Ringsted-banan byggstartades 2013 och öppnades i maj 2019. Det andra alternativet om ett extra spår mellan Hvidovre och Høje Tåstrup förkastades därmed.

## Banstandard
Sträckan mellan Roskilde och Vordingborg är dubbelspårig, medan banan Vordingborg–Rødby/Gedser är enkelspårig. Den egentliga Sydbanen Ringsted–Rødby/Gedser är inte elektrifierad, och max hastighet är 160 km/h en stor del av sträckan.

## Persontrafik
Det går minst ett tåg i timmen per riktning Köpenhamn–Ringsted–Nykøbing. Trafiken mellan Nykøbing och Rødbyhavn/Gedser är nedlagd.

## Framtid
År 2021 tar sträckan Köpenhamn–Ringsted 34 minuter för IC-tåg med två uppehåll (medelhastighet: 112 km/h), och Lyntog (expresståg) omkring fem minuter snabbare (130 km/h) och en ökning av antal tåg skulle innebära sänkt fart för de snabba tågen. En ny bana skulle, om tågen kör i 200 km/h och om den är cirka tre km kortare, innebära en restid som är fem-åtta minuter snabbare och man skulle även få bättre turtäthet och mindre risk för försening.
I samband med bygget av Fehmarn Bält-förbindelsen ska Sydbanen till Rødby elektrifieras, senast år 2018. Det ska också byggas ett andra spår Orehoved-Rødby, så att det blir dubbelspår där. Det blir då dubbelspår hela vägen längs Sydbanen till Rødby. Storstrømsbroen planerades förbli enkelspår, men det byggs en ny som planeras vara klar för tågtrafik 2027.

## Historia
För sträckan Köpenhamn–Ringsted se Vestbanen. År 1870 öppnades en järnväg från Roskilde via Køge och Næstved till Vordingborg. Sträckan Roskilde–Køge–Næstved används i dag bara av lokaltåg och kallas Lille Syd. Istället öppnades 1924 en järnväg Ringsted–Næstved som sedan blev en del av Sydbanen. År 1872 öppnades järnvägen Orehoved–Nykøbing och 1886 Nykøbing–Gedser. Vordingborg och Orehoved ligger på var sin sida av Storstrømmen och det var järnvägsfärja däremellan. En järnvägsfärja gick också från Gedser till Tyskland. År 1937 öppnades Storstrømsbroen, och 1963 öppnades sträckan Nykøbing–Rødby Færge i samband med att färjelinjen Rødby–Puttgarden startades. I december 2009 lades trafiken på Gedserbanen Nykøbing-Gedser ned, då det bara gick två tåg om dagen och upprustning av bana och signaler behövdes.
En upprustning 2010 gjorde att hastigheten kunde höjas från 140 till 160 km/h mellan Ringsted och Vordingborg. Upptäckta sprickbildningar på Storstrømsbroen orsakade omedelbar stängning av all tågtrafik i oktober 2011 i en månad och hårda viktbegränsningar efter det. 